# Kent Jönsson
Pour les articles homonymes, voir Jönsson.
Kent Jönsson est un footballeur suédois né le 9 mai 1955 à Kiruna. Il évoluait au poste de défenseur.

## Biographie

### En club
Kent Jönsson est formé au sein de Lunds BoIS,.
De 1974 à 1987, il évolue sous les couleurs du club Malmö FF,.
Avec Malmö, il est sacré quatre fois Champion de Suède et remporte six fois la coupe nationale.
Lors de son passage avec le club, il est amené à disputer la Coupe des clubs champions, la Coupe UEFA et la Coupe des vainqueurs de coupe.
Lors de la campagne de Coupe des clubs champions en 1978-79, il prend part à quatre matchs dont la finale contre Nottingham Forest perdue 0-1,.
Malmö dispute la Coupe intercontinentale 1979 contre le Club Olimpia : Jönsson prend part aux deux défaites subies par le club suédois,.
En 1988, il rejoint l'IFK Trelleborg (en). Il raccroche les crampons un an plus tard,.

### En équipe nationale
International suédois, il reçoit cinq sélections en équipe de Suède pour aucun but marqué entre 1979 et 1980,.
Son premier match en sélection a lieu le 5 septembre 1979 contre la France (défaite 1-3 à Solna) dans le cadre des qualifications pour l'Euro 1980.
Son dernier match est une rencontre en Championnat nordique le 7 mai 1980 contre le Danemark (défaite 0-1 à Göteborg).

## Palmarès
Malmö FF
| - Championnat de Suède (4) : - Champion : 1974, 1975, 1977 et 1986. - Vice-champion : 1976, 1978, 1980 et 1987. - Coupe de Suède (6) : - Vainqueur : 1973-74, 1974-75, 1977-78, 1979-80, 1983-84 et 1985-86. |  | - Coupe des clubs champions : - Finaliste : 1978-79. - Coupe intercontinentale : - Finaliste : 1979. |